# Francis William Aston
Francis William Aston (Harborne, Birmingham, UK, 1. rujna 1877. – Cambridge, UK, 20. siječnja 1945.), engleski fizičar i kemičar. Konstruirao 1919. prvi maseni spektrometar i njime pokazao da su gotovo svi kemijski elementi mješavine dvaju ili više izotopa, prepoznao 212 prirodnih nuklida. Za taj rad nagrađen je Nobelovom nagradom za kemiju 1922. Bio član Kraljevskog društva (eng. Royal Society) od 1921.

## Životopis
F. W. Aston je otkrio je 213 stabilnih izotopa kemijskih elemenata. Konstruirao je maseni spektograf, s pomoću kojega je određivao masu i defekt mase u velikom broju izotopa. Za radove na području istraživanja izotopa dobio je Nobelovu nagradu za kemiju 1922.
Godine 1903. dobio je stipendiju za Sveučilište u Birminghamu, a proučavajući elektronske cijevi otkrio je pojavu poznatu kao Astonov tamni prostor. Na poziv J. J. Thomsona otišao je 1909. u Cavendishovu laboratoriju u Cambridgeu i tu je radio na otkrivanju izotopa neona. Uspješno je otkrio dva izotopa neona. Tijekom Prvog svjetskog rata radio je za vojsku na izučavanjima učinaka atmosferskih uvjeta na zrakoplove. U tom razdoblju, kao i kasnije bio je aktivan sportaš baveći se sportovima kao što su tenis, golf, biciklizam, skijanje i drugi.
Proučavanju izotopa vratio se 1919., a koristio je metodu elektromagnetskog fokusiranja. Usavršio je maseni spektrograf koji je radio na osnovu elektromagnetskog fokusiranja. Pomoću toga spektrografa uspio je brzo otkriti 212 od ukupno 287 izotopa, koji se pojavljuju u prirodi. Maseni spektrograf je koristio male razlike u masi dva izotopa da bi ih odvojio.
Radom na izotopima došao je i do pravila cijelog broja, po kojem kad se uzme 1/16 mase izotopa kisika, tada svi drugi izotopi imaju mase koje su vrlo blizu cijelih brojeva od 1/16 mase izotopa kisika. Aston je nastavio s istraživanjima, koristeći bolje instrumente sa sve većom preciznošću. Mogao je mjeriti mala odstupanja od cijelih brojeva. Ta odstupanja su kasnije postala izuzetno važna za nuklearnu fiziku i za razumijevanje stvaranja energije. Dobio je Nobelovu nagradu za kemiju 1922. za otkriće velikog broja izotopa neradioaktivnih elemenata pomoću masenog spektrografa i za otkriće "pravila cijelog broja".

## Povijest radioaktivnosti
Godine 1895. otkrio je W. C.Röntgen zagonetne X-zrake (rendgenske zrake) i izazvao velik interes za svjetlucanje raznih tvari. Ispitujući 1896. fosforescenciju, opazio je A. H. Becquerel da neke uranijeve soli bez ikakvog vanjskog povoda šalju neke nevidljive zrake, koje prolaze kroz metalne listiće i crne fotografsku ploču. Godine 1898. našla je M. Sklodowska-Curie isto takvo zagonetno zračenje kod torijevih spojeva. Malo zatim ona je utvrdila, da zračenje ne zavisi od kemijskog spoja i prema tome mora biti čista osobina atoma. Tražeći izvore novog zračenja, Sklodowska-Curie otkrila je u punom poletu pokusnog rada polonij i radij. Novootkriveni kemijski element, radij, zračio je oko milijun puta jače od uranija i po tome je dobio ime.
Prirodnu radioaktivnost otkrio je A. H. Becquerel 1896. uočivši da uranijeve soli emitiraju nevidljivo zračenje koje djeluje na fotografsku ploču kroz zaštitni papir slično rendgenskim zrakama te da pod utjecajem toga zračenja elektroskop gubi električni naboj. Primijetio je da uranijeve soli stalno u mraku fluoresciraju. Tako na primjer, čisti kalijev uranil sulfat u mraku stalno svijetli slabom zelenkastom luminiscentnom svijetlošću. Daljnjim ispitivanjem, Becquerel je pronašao da zračenje koje izazivaju uranijevi spojevi ioniziraju zrak (ionizirajuće zračenje), izazivaju fluorescenciju i prolaze kroz papir, pločice aluminija i bakra. Kroz zatvoreni spremnik one djeluju na fotografsku ploču, a djeluju i na našu kožu i klice raznih biljaka. Utvrdio je da ti zraci imaju slična svojstva kao rendgenske zrake (X – zrake), pa su se u početku te zrake nazivale i Becquerelove zrake. 1899. je Becquerel pronašao da te zrake skreću u magnetskom polju, pa se razlikuju od rendgenskih zraka, koje ne skreću u magnetskom polju.
M. Curie-Skłodowska otkrila je 1898. takvo zračenje kod torijevih spojeva, te da se na zračenje ne može utjecati električnom strujom, zagrijavanjem, kemijskim reakcijama i slično, da se radioaktivni kemijski elementi pretvaraju jedni u druge i da je vjerojatnost raspada neovisna o starosti pojedinog atoma. Otkrila je da uranijev mineral uraninit (pehblend) emitira pet puta jače zrake nego čisti uranij. Kada je išla istraživati uraninit, pronašla je da se sastoji 75% od uranijevog oksida U3O8, a pronašla je još i neke druge kemijske tvari: PbS, CaO, SiO2, FeO, MgO i Bi. 1898. je Marie mjerila zračenje pojedinih udjela, pomoću osjetljivog elektroskopa, uz primjenu piezoelektriciteta i ionizacije zraka. Utvrdila je na primjer da bizmut, dobiven iz uraninita, ima 60 puta jače zračenje od čistog uranija. Pronašla je da bizmutovo jako zračenje nastaje zbog prisustva naznatne količine jednog nepoznatog kemijskog elementa, za koji se kasnije utvrdilo da je radij. Zato je predložila da se kemijski elementi koji izazivaju Becquerelove zrake nazovu radioaktivni elementi, a njihovo svojstvo radioaktivnost. Tek 1910. je uspjela izdvojiti radij.
E. Rutherford otkrio je 1899. da se zračenje radija sastoji od dvije komponente koje se različito apsorbiraju u tvarima. Onu vrstu zraka koje ne mogu da prođu kroz aluminijsku pločicu debljine 0,02 mm nazvao je alfa-česticama, a onu vrstu koja je prolazila i kroz deblje slojeve nazvao je beta-česticama. Na osnovu skretanja u magnetskom polju, utvrdeno je da alfa-čestice imaju pozitivni električni naboj, a beta-čestice negativan električni naboj.
Godine 1899. pokazali su nezavisno Giesel, te Meyer i Schweidler, da zračenje može biti djelomično svinuto i rastavljeno jakim magnetom. Prema tome kako se ponašaju u magnetskom polju, možemo odmah razlučiti 3 vrste zraka. Jedne se svijaju kao struja pozitivno nabijenih čestica, druge kao struja negativnih čestica, a na treće uopće ne djeluje magnetsko polje. Prve su nazvane alfa-zrakama, druge beta-zrakama, a treće gama-zrakama. Alfa zrake i beta zrake mogu se ispitivati po Thomsonovoj ili Astonovoj metodi i tako odrediti omjer između naboja i mase čestica. Za beta-zrake dobije se isti omjer kao i kod katodnih zraka. Prema tome nije moglo biti sumnje da se tu radi o vrlo brzim elektronima. Pomoću scintilacije, Wilsonove komore ili Geiger-Müllerova brojila može se odrediti broj alfa-čestica koje emitira radioaktivna tvar. Istodobno može se izmjeriti i ukupna električna struja alfa-zračenja. Omjer između ukupnog električnog naboja i broja čestica daje električni naboj alfa-čestice. S velikom točnošću je izmjereno, da naboj alfa čestice iznosi +2e. Iz savijanja alfa-čestica u magnetskom polju može se izračunati omjer između električnog naboja i mase. Odatle izlazi da je masa alfa-čestice 4 puta veća od mase vodikova atoma. Alfa čestice su prema tome kanalne zrake helija. Što se tiče treće vrste zraka, one se ponašaju slično kao vrlo prodorne rendgenske zrake. Pokusi dokazuju nedvojbeno da su gama-zrake elektromagnetski valovi vrlo male valne duljine.
Najupadljivije je kod radioaktivnih pojava da se alfa i beta-čestice kreću s vrlo velikim brzinama. Brzina elektrona približuje se brzini svjetlosti. Najbrže čestice ispitivanih beta-čestica dostižu 99% brzine svjetlosti. Da se u laboratoriju s katodnim zrakama postignu tako velike energije, morao bi se upotrijebiti električni napon od preko milijun volti.
P. Villard je 1900. otkrio još prodorniju komponentu, gama-zrake. E. Rutherford i F. Soddy (1902.) na temelju analize gibanja zrakâ u magnetskom polju objasnili su prirodu radioaktivnosti. W. Pauli postavio je 1930. hipotezu o postojanju neutrina, tadašnjim detektorima neuhvatljive čestice koja odnosi dio energije u beta raspadu. E. Fermi postavio je 1933. prvu strogu teoriju beta raspada koja pretpostavlja da prijelaz neutrona u proton ili obratno uzrokuje slabo nuklearno međudjelovanje, a pritom dolazi do simultane emisije ili apsorpcije elektrona i neutrina. I. Joliot-Curie i F. Joliot-Curie prvi su 1934. umjetno izazvali radioaktivnost i proizveli umjetni radioizotop stabilnog elementa.
U početku su vladale sasvim pogrešne predodžbe o postanku zračenja. Kad se za 7 godina svestranog ispitivanja otkrilo veliko mnoštvo različitih radioaktivnih tvari, bivalo je sve jasnije da između njih mora postojati neka genetska veza. Godine 1903. dokazali su E. Rutherford i F. Soddy da se iz torija razvija jedan plin koji se kondenzira na temperaturi od - 120 °C. Iste godine našao je Dorn da se iz radija razvija jedna takva tvar koja se pretvara u tekućinu na temperaturi od - 150 °C. U toj odlučnoj godini utvrdili su Ramsay i F. Soddy da je snažno zračenje radijeve emanacije praćeno razvijanjem helijeva plina. Pod težinom svih tih pokusnih činjenica Rutherford je konačno izrekao zaključak da je radioaktivnost vezana s pretvorbama kemijskih elemenata. Radioaktivni atomi sami od sebe izbacuju elektrone i alfa-čestice i pri tom doživljavaju temeljnu promjenu svoje prirode.
Radioaktivne tvari se dijele prema tome da li njihovi atomi emitiraju alfa-čestice ili elektrone. Jedan atom koji izbaci helijev ion mora se, naravno, uvelike promijeniti. Prema Soddyju i Faillanceu za radioaktivno raspadanje vrijede ovi zakoni:
- emisija alfa-čestica prouzrokuje smanjenje rednog broja kemijskog elementa (atomski broj Z) za 2, a atomske težine A za 4;
- emisija elektrona (beta-čestica) ne mijenja se osjetno atomska težina kemijskog elementa A, ali se njegov redni broj Z poveća za 1;
- emisija gama-zraka ne uzrokuje pretvorbu kemijskog elementa.

Radioaktivne tvari proizlaze jedna iz druge u 3 nezavisna niza. Ishodište jedne porodice radioaktivnih tvari čini glavni uranijev izotop s masom 238 (238U). Iz uranija nastaje poslije nekoliko pretvorba radij, pa se ta porodica zove porodica uranija i radija. Radioaktivno raspadanje završava s olovom. Druga porodica počinje s rijetkim uranijevim izotopom 235 (235U). Prije se pogrešno za ishodište tog radioaktivnog niza uzimao aktinij. Ta porodica zove se porodicom aktinija. Treća porodica počinje s torijem.
Pri beta radioaktivnom raspadanju nastali kemijski element ima gotovo istu atomsku masu kao i početni; poslije dva beta raspadanja i rednog alfa raspadanja dobivamo isti kemijski element, koji ima atomsku masu manju za 4 jedinice od izvornog. Sve to pokazuje da masa nije svojstvena osobina kemijskog elementa. Vidi se odatle kako je važno da se izmjere mase pojedinih atoma elemenata, a ne smjese kao na vagi.
J. J. Thomson je na osnovu savijanja staza čestica u električnom i magnetskom polju izradio metodu za mjerenje omjera e/m. Ta metoda je zaista vrlo prikladna, dok su čestice koje jure kroz električni kondenzator laki elektroni. Međutim, za mnogo teže čestice kanalnih zraka ne mogu se postići na taj način točno mjerenje. Mase čestica kanalnih zraka često se vrlo malo razlikuju, pa bi se po opisanoj metodi dobile dvije usko priljubljene parabole, i teško bi bilo odrediti točnu vrijednost kvocijenta naboja i mase.
F. W. Aston je stoga promijenio uređaj tako da je kanalne zrake pustio najprije kroz električni kondenzator, a zatim kroz magnetsko polje. Uzmimo da su se u električnom kondenzatoru kanalne zrake svinule prema dolje. Aston tada uzima magnetsko polje tako da ono savija kanalne zrake prema gore. Na taj način magnetsko polje kompenzira savijanje u električnom polju. U električnom kondenzatoru bivaju jače svinute staze čestica koje imaju manju brzinu. No te jače svinute staze opet se jače savijaju u magnetskom polju. Djelovanje magnetskog polja suprotno je učinku električnog polja. Električni kondenzator rasipa staze, magnetsko polje ih skuplja. Jedinstveni snop kanalnih zraka koji je ušao u kondenzator sjedinjuje se opet u jednoj točki. Na ovom mjestu aparature postavlja se fotografska ploča. Sve čestice različitih brzina, ali istog omjera e/m padaju na istu točku. One ostavljaju jednu "spektralnu liniju". Izvedu li se pokusi s različitim kanalnim zrakama, tad i to sjecište ima različite položaje u prostoru. No sva ta sjecišta leže na istom pravcu. Očito je sada kako ispitivač treba da postupi. On mora staviti fotografsku ploču na taj zamišljeni pravac. Tad će se na ploči pojaviti "spektri" kanalnih zraka. Svakoj točki (crti) na ploči odgovara jedna vrsta čestica s određenim omjerom e/m.
Svoje prve pokuse izveo je Aston 1920. s kanalnim zrakama neona. Začudo, mjesto jedne crte dobio je on nekoliko crta. Nije moglo biti sumnje kako da se objasni opažanje. Kemijski element neon sastoji se od atoma različitih masa. Jedni atomi imaju masu 20, drugi 21, treći 22. Kemičari su neonu pripisali atomsku masu 20,2. U stvari, to je prosječna atomska masa tih triju vrsta atoma. U postocima od ukupne količine neona dolazi na pojedine sastavne dijelove: 90% 20Ne, 0,27% 21Ne i 9,73% 22Ne.
Atomi istog kemijskog elementa koji imaju različite mase zovu se izotopi. Izotopi imaju ista kemijska svojstva, ulaze u iste kemijske spojeve pa se prilikom kemijskih reakcija ne razdvajaju. Teški elementi imaju veći broj izotopa. Kod najtežih elemenata broj izotopa kreće se oko 10, no ima elemenata i bez izotopa. Atomska masa elementa u kemiji prosjek je atomskih masa izotopa.